# Acosmetia litorea
Acosmetia litorea är en fjärilsart som beskrevs av Freyer 1845. Acosmetia litorea ingår i släktet Acosmetia och familjen nattflyn. Inga underarter finns listade i Catalogue of Life.